# بريسيلا جانا
ديفيكاراني بريسيلا سوبال جانا (ديسمبر 1943-10 أكتوبر 2020) هي محامية حقوق إنسان جنوب أفريقية وسياسية ودبلوماسية من أصل هندي. وبصفتها عضوًا في المؤتمر الوطني الأفريقي (إيه إن سي) خلال فترة حركة مناهضة الأبارتايد (نظام الفصل العنصري) شاركت في النشاط القانوني وفي الحركة السرية لإنهاء الفصل العنصري. ومثلت العديد من الشخصيات المهمة في الحركة، بما في ذلك رئيس جنوب أفريقيا نيلسون مانديلا، وويني ماديكيزيلا مانديلا، وستيف بيكو، وغوفان مبيكي، ووالتر سيسولو، ورئيس الأساقفة ديزموند توتو. وقد كانت جانا واحدة من عدد قليل جدًا من مواطني جنوب أفريقيا الذين تمكنوا من الوصول إلى السجناء السياسيين، بما في ذلك مانديلا، في سجن جزيرة روبن ذي الحراسة المشددة، وعملت كناقلة للرسائل المشفرة بين السجناء السياسيين وقيادة حزب المؤتمر الوطني الأفريقي.
نشاط جانا جعلها عرضة لمضايقات عنيفة ولأمر نهائي بالمنع. وبعد ظهور الديمقراطية الكاملة في جنوب أفريقيا، أصبحت مشرعة وعملت كعضو في البرلمان مع حزب المؤتمر الوطني الأفريقي بين عامي 1994 و1999. وكانت أيضًا سفيرة لحكومة جنوب أفريقيا في هولندا وأيرلندا، ومفوضة في لجنة جنوب أفريقيا لحقوق الإنسان. مثلما كانت عضوًا في لجنة العدل التي كانت مسؤولة عن بدء عمل لجنة الحقيقة والمصالحة في جنوب أفريقيا.

## حياتها المبكرة
ولدت ديفيكاراني بريسيلا سوبال في 5 ديسمبر عام 1943، في ويستفيل، ناتال (تسمى الآن كوازولو ناتال) بالقرب من مدينة ديربان الساحلية. كانت الطفلة الثانية من بين ثلاثة أطفال لهانسراني سوبال وهانسراج سوبال. كان والدا جانا من المهاجرين الهنود من الطبقة المتوسطة، وكان والدها مدرسًا في المدرسة الثانوية. وقد أثر فيها تحدي والدها للظلم الاجتماعي بدءًا من نظام الفصل العنصري إلى التمييز القائم على النظام الطبقي الهندي.
انضمت لأول مرة إلى مدرسة بيترماريتزبرغ الثانوية للبنات، حيث نظمت إضرابًا كجزء من المقاطعة الوطنية للبطاطا في عام 1958 احتجاجًا على معاملة المزارعين السود. بدأت دراستها الثانوية في ديربان عام 1960، وذهبت إلى الهند في منحة من حكومة الهند لدراسة الطب في كلية صوفيا للنساء في بومباي (مومباي الآن). وعند عودتها إلى جنوب أفريقيا، بدأت بالحصول على درجة البكالوريوس في القانون من جامعة جنوب أفريقيا (يو إن أي إس إيه) في عام 1974، لكنها انتقلت إلى الكلية الجامعية للهنود في جزيرة سالزبوري، ديربان، حيث كانت الطالبة الأنثى الوحيدة في الفصل. وكان سعيها للحصول على شهادة في القانون مخالفًا للرغبات الأولية لوالديها، اللذين كانا يرغبان بأن تصبح طبيبة بدلًا من ذلك. 
أثناء نشأتها بدأ الفصل بين الأحياء والمدارس وجميع المرافق العامة حسب العرق. وفي مذكراتها، القتال من أجل مانديلا، تتذكر لقاءً مع الناشط المناهض للفصل العنصري ستيف بيكو عندما كانت في السادسة والعشرين من عمرها، ساعدها بترسيخ فكرة الهوية في ذهنها. وتقول إن الاجتماع أسهم بتوضيح ما في ذهنها أنه «ليس من الضروري أن تكون أفريقيًا لتسمي نفسك أسودًا». وساعدتها هذه الفكرة على التضامن مع المجموعة. وكتبت حول ذلك: «لقد وجدت التضامن. أخيرًا، عرفت المكان الذي أنتمي إليه».

## حياتها المهنية

### السنوات المبكرة
بعد تخرجها عام 1974، انضمت إلى مكتب إسماعيل أيوب للمحاماة، وهو محامٍ من أصل هندي. وكان من بين عملاء الشركة العديد من أعضاء الحركة المناهضة للفصل العنصري، بما في ذلك نيلسون مانديلا. وفي عام 1977، ذهبت في أولى رحلاتها العديدة إلى جزيرة روبن لمقابلة مانديلا. كتبت لاحقًا: «ذات يوم مثلت كل سجين سياسي في جزيرة روبن».
كانت جانا تزور مانديلا في جزيرة روبن عام 1977 كمحامية تحتاج إلى توقيعه، وأصبحت أول امرأة تعانق مانديلا بعد 13 عامًا من السجن. في ذلك الوقت حتى ويني ماديكيزيلا مانديلا، زوجة مانديلا، لم تستطع رؤيته إلا من خلال لوح زجاجي. وأصبحت جانا المحامية الشخصية لمانديلا، وسمح لها دخولها بتمرير رسائل مشفرة من منظمة حزب المؤتمر الوطني الأفريقي إلى مانديلا، أثناء المزاح والتسلية. وباعتبارها واحدة من قلة قليلة من مواطني جنوب أفريقيا الذين تمكنوا من الوصول إلى مانديلا أثناء سجنه في الجزيرة، فقد نقلت أيضًا رسائل مشفرة من مانديلا والسجناء السياسيين الآخرين إلى قيادة حزب المؤتمر الوطني الأفريقي، بما في ذلك الرئيس أوليفر تامبو.
وقد مثلت أعضاء المجلس التمثيلي لطلاب سويتو بصفتها محامية متمرنة، ضد وحشية الدولة، في أعقاب اضطرابات سويتو عام 1976.
في إحدى قضاياها البارزة منذ ذلك الوقت، دافعت عن ناشط يبلغ من العمر 22 عامًا وعضو من تنظيم رمح الأمة (أومكهونتو ويه سيزويه إم كيه) يدعى سولومون مالانغو، ولكنه أدين في النهاية بموجب قانون الإرهاب لعام 1967 بقتل شخصين بيض. حُكم على مالانغو بالإعدام وشنق بعد ذلك، بسبب القوانين السائدة التي حكمت على التورط المتصور بجريمة بعقوبة قاسية كالجريمة نفسها. وأثارت هذه القضية غضبًا عالميًا. كانت جانا واحدة من آخر أنصار مالانغو الذين رأوه في الليلة التي سبقت إعدامه، وعادت تحمل رسالة لمواصلة الكفاح من أجل الحرية. كانت رسالته الأخيرة التي نقلها من خلالها صرخة حاشدة لمؤيديه، «قولي لشعبي إنني أحبهم. يجب أن يواصلوا القتال. سيغذي دمي الشجرة التي تحمل ثمار الحرية». 
في عام 1979، افتتحت جانا مكتبها القانوني الخاص، مع التركيز على قضايا الحريات المدنية وحقوق الإنسان. لكن الأمر لم يدم، إذ في عام 1980، سُلمت أمر منع بموجب قانون قمع الشيوعية لعام 1950 لمدة خمس سنوات، وفرض عليها حظر تجول طوال الليل ومنعت من مقابلة أكثر من شخص واحد، بالإضافة إلى تقييد خطاباتها العامة.
خلال ذلك الوقت، انضمت جانا أيضًا إلى الخلية السرية التابعة للمؤتمر الوطني الأفريقي، رمح الأمة، التي كان يقودها رئيس جنوب أفريقيا المستقبلي، تابو إيمبيكي، من لندن، والذي اعتادت جانا العمل لصالحه. وكان في الخلية أعضاء أخرون مثل جاكي سيليبي وبايرز ناودي وسيدريك ميسون.

### مناهضة نظام الفصل العنصري
خلال مسيرتها المهنية، مثلت جانا العديد من قادة الحركة المناهضة للفصل العنصري، بما في ذلك رئيس جنوب أفريقيا نيلسون مانديلا، وويني ماديكيزيلا مانديلا، وستيف بيكو، وإبراهيم إبراهيم، وأحمد كاثرادا، وسولومون مالانغو، وجوفان مبيكي، ووالتر سيسولو، ورئيس الأساقفة ديزموند توتو. 
بدأت بتمثيل نيلسون مانديلا وويني ماديكيزيلا مانديلا كمحامية لهما في منتصف سبعينيات القرن العشرين. وكانت قد تعرفت على الزوجين عندما كان مانديلا يقضي مدة حكمه في سجن جزيرة روبن. وكان ذلك في نفس الوقت تقريبًا الذي اعتقلت فيه ماديكيزيلا مانديلا واحتجزت في الحبس الانفرادي قبل أن ترحل إلى بلدة سوداء منفصلة في أورانج فري ستيت. وكانت القوانين ذات الدوافع العنصرية في ذلك الوقت تعني أنه بصفتها شخصًا من أصل هندي، لم يُسمح لجانا بالبقاء ليلًا أثناء زيارة موكلتها. لكنها حافظت على اتصال مع ماديكيزيلا مانديلا حين أطلق سراحها من براندفورت وبدأت بجذب المزيد من المتظاهرين الراديكاليين والشباب الذين اتخذوا أشكالًا أكثر راديكالية من الاحتجاج. 
اعترضت جانا عندما حُكم على ماديكيزيلا مانديلا بالسجن بتهمة اختطاف صبي صغير، ستومبي مويكيتسي، مشيرة إلى أن هذا الإجراء أدى إلى جر الحركة المناهضة للفصل العنصري إلى هذه المسألة وتشويهها في هذه العملية. ومضت بإثارة هذا الاعتراض مع مانديلا عندما أطلق سراحه من السجن. وأظهرت جانبها الراديكالي عندما انتقدت مانديلا لتسامحه مع خصومه السابقين عند إطلاق سراحه من السجن.
استهدفت جانا من قبل عملاء الدولة في منتصف ثمانينيات القرن العشرين، حيث قصف منزلها بهجمات قنابل المولوتوف. وجرت حملات مداهمة لمكاتبها بشكل دوري، وغالبًا ما جرى البحث في الملفات والوثائق في محاولة لترهيبها. لكن هذه الإجراءات لم تردعها. بدأت العناية بالطفلة ألبرتينا ابنة العميل الناشط بوبو موليفي وزوجته فيندا موليفي، عندما تركتها الأم في مكتب جانا في حالة يأس. وبعد عدة سنوات، في عام 2001، تبنت جانا رسميًا ألبرتينا.
كما مثلت جانا الشاعر بنيامين مولواز، الذي حُكم عليه بالإعدام شنقًا لقتله شرطيًا في عام 1982. وقد ساعدت جهودها بحشد الاهتمام العالمي وما تلاه من دعوات من المنظمات والحكومات العالمية التي تطلب من حكومة جنوب أفريقيا آنذاك الرأفة. ورافقت جانا والدة مولواز المسنة في وقفة احتجاجية في عام 1985 عندما حاصر الجنود منزل والدي مولواز وضربوه بالغاز المسيل للدموع. وقد رفضت حكومة جنوب أفريقيا طلبًا سابقًا قدمته لإعادة المحاكمة. وأعدم مولواز في أكتوبر 1985، عن عمر يناهز 30 عامًا.